# Tunis universitet

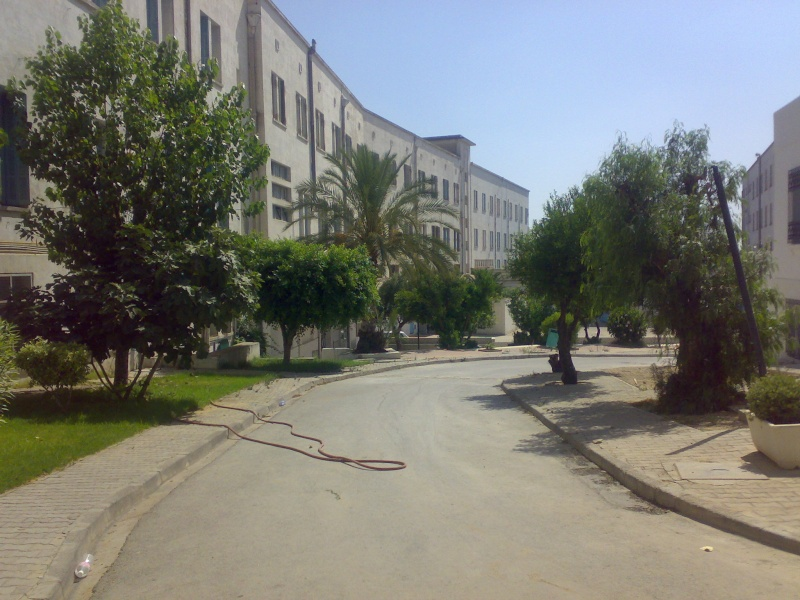
Vy över campusområdet för ingenjörsstudier

Tunis Universitet (arabiska:  جامعة تونس , franska: Université de Tunis) är ett tunisiskt universitet, grundat 1960.

## Organisation
Universitetet består idag av följande institut.
- École Normale Supérieure (universitetets äldsta enhet[3])
- Higher School of Economic and Commercial Sciences
- Higher School of Technological Sciences
- Faculty of Human and Social Sciences
- Preparatory Engineering Institute
- Higher Institute of Literary Studies and Humanities
- Higher Institute of Dramatic Arts
- Higher Institute for Youth-Club Activities and Culture
- Higher Institute of Fine Arts
- Higher Institute of Applied Studies in Humanities
- Higher Institute of Applied Studies in Humanities of Zaghouan
- Higher Institute of Management
- Higher Institute of Music
- Higher Institute of Crafts Heritage
- Tunis Business School (där all undervisning sker på engelska[4])
- National Heritage Institute (I samarbete med Ministry of Culture and the Safeguard of the Heritage)

## Kända alumner
- Hédi Annabi (1943 – 2010[5]), tunisisk diplomat
- Mohamed Brahmi (1955 – 2013), tunisisk politiker
- Fadela Echebbi (född 1946), tunisisk författare
- Mohamed Ghannouchi (född 1941), tidigare premiärminister och under några timmar självutnmämnd president i samband med Jasminrevolutionen.
- Hamadi Jebali (född 1949), tunisisk premiärmnister december 2011 – mars 2013
- Jeanne-Claude (1943 – 2009), konstnär